# 大前元紀
大前 元紀（おおまえ げんき、1989年12月10日 - ）は、神奈川県横浜市青葉区出身のプロサッカー選手。関東サッカーリーグ・南葛SC所属。ポジションはフォワード。

## 来歴

### 高校時代
帝京、桐蔭学園のセレクションを受けたが、勧誘を受けた流経大柏に入学。3年時の2007年に、エースストライカーとして高円宮杯全日本ユース選手権、全国高校選手権の2冠達成に貢献。自身もこの2大会に全国高校総体を加えた高校3大大会すべてで得点王を獲得するという史上初の快挙を成し遂げた。高校の同級生には比嘉祐介、中里崇宏、村瀬勇太、関田寛士が、一学年後輩には田口泰士、久場光がいた。

### 清水エスパルス
2008年にJ1・清水エスパルスに入団。高卒一年目からリーグ戦二試合に途中出場。翌シーズンはリーグ戦での出場はなかったが、2009年6月13日ヤマザキナビスコカップ予選リーグ第7節のFC東京戦で、市川大祐の右サイドからのクロスにダイビングヘッドで合わせプロ初ゴールを記録した。
三年目の2010年3月6日のシーズン開幕戦でサンフレッチェ広島戦でロスタイムに藤本淳吾のフリーキックにヘッドで合わせJリーグ初ゴールを決めた。同年から清水は4-3-3を採用しており、大前は左ウイングとして出場機会を得た。
アフシン・ゴトビが新たに監督に就任し選手が大幅に入れ替わった2011年シーズンは右ウィングのレギュラーに定着。リーグ戦全34試合に出場した。フリーキックのキッカーも任され、直接フリーキックを決めた2得点を含めリーグ戦ではチーム最多となる8得点を上げアシストも量産した。
翌2012年シーズンも主力としてプレーし、2年連続でリーグ戦全試合出場。4月9日から宮城県で行われたロンドン・オリンピックに向けてのU-23サッカー日本代表候補合宿に初めて招集された。4月14日にアウスタで行われたJ1第6節・静岡ダービーでは2ゴールを决め勝利に貢献した。

### デュッセルドルフ
2012年12月6日、ドイツ・ブンデスリーガのフォルトゥナ・デュッセルドルフヘ完全移籍したことが発表された。2013年1月20日、FCアウクスブルク戦でブンデスリーガデビューを果たした。2012-13シーズンは7試合に出場したものの、チームは2部に降格した。翌2013-14シーズンはわずか1試合の出場に留まった。

### 清水復帰
2013年8月に清水エスパルスに期限付き移籍で復帰することが発表された。
2014年は背番号10を背負い、デュッセルドルフからの期限付き移籍期間終了後は完全移籍でチームに残った。このシーズンはリーグ戦全34試合に出場した。
2015年シーズンはチーム最多の11ゴールを上げるも、成績不振でJ2へ降格した。10月にはヴィッセル神戸が獲得に動いている事が報道されたが、最終的に残留した。
2016年5月15日、J2第15節の群馬戦で2ゴールを決めるなど、当時のJ2一試合最多得点の8-0で勝利を納めた。しかし、第17節の町田戦で左肋骨骨折及び肺挫傷により、全治3ヵ月のケガを負った。9月11日の第31節山形戦で復帰、フリーキックを直接ゴールに沈め、勝利に貢献した。この年チームは2位でJ1復帰を決めている。

### 大宮アルディージャ
2017年1月10日に大宮アルディージャへの完全移籍が両クラブから発表された。背番号は清水時代から着用している10番となった。しかし、成績不振による2度の監督交代に踏み切ったチームは18位でJ2へ降格した。
2018年、監督 石井正忠の采配によって得点力を大幅に向上させるなど、前年度の不調から状況が好転した。7月13日、6月に行われた試合で5試合4得点の活躍を見せた事により6月度の月間MVPを獲得した。8月12日、J2第28節・愛媛FC戦で自身J2リーグ初ハットトリックを達成。その後も得点を続け、J2リーグ4年ぶりの日本人選手として、更に大宮の選手としてはJ1、J2を通してクラブ初となる得点王に輝いた。
2019年、石井から高木琢也へと監督が交代すると、主将を任されたものの先発出場機会は激減しゴール数も5得点と数字を落とした。このシーズン終了後、契約満了により大宮を退団した。

### ザスパクサツ群馬
2020年、ザスパクサツ群馬に加入。同シーズンは35試合に出場しうち31試合に先発、8得点を挙げる。
2021年、開幕から24試合連続先発出場、その後5試合を欠場し第30・31節は後半からの交代出場にとどまり、第32節以降最終節まで11試合連続先発出場し計37試合に出場したものの、得点は前年の半分の4にとどまった。

### 京都サンガ
2022年、京都サンガF.C.へ完全移籍。同年7月17日サンフレッチェ広島戦で移籍後初得点を決めた。しかしレギュラー定着には至らず、同年11月19日に契約満了が発表された。

### 南葛SC
2023年2月1日、関東サッカーリーグ1部の南葛SCへの加入が発表された。

## プレースタイル
小柄ながらスピードに長け、フリーキックやコーナーキックなどのプレースキックのキッカーを任せられるキック精度も持つ。大宮アルディージャ在籍時には監督 石井正忠の采配により能力を活性化させ石井の提唱する「アグレッシブネス」をストレートに体現し、2018年度は得点力を爆発させ合計24得点を記録したことにより得点王となった。

## 所属クラブ
- しらとり台FC(横浜市立藤が丘小学校)
- 2002年 - 2004年 町田JFCジュニアユース（横浜市立谷本中学校）
- 2005年 - 2007年 流通経済大学付属柏高等学校
- 2008年 - 2012年  清水エスパルス
- 2013年1月 - 2014年5月  フォルトゥナ・デュッセルドルフ
  - 2013年8月 - 2014年5月  清水エスパルス（期限付き移籍）
- 2014年5月 - 2016年  清水エスパルス
- 2017年 -  2019年  大宮アルディージャ
- 2020年 - 2021年  ザスパクサツ群馬
- 2022年  京都サンガF.C.
- 2023年 -  南葛SC

## 個人成績
| 国内大会個人成績 | 国内大会個人成績 | 国内大会個人成績 | 国内大会個人成績 | 国内大会個人成績 | 国内大会個人成績 | 国内大会個人成績 | 国内大会個人成績 | 国内大会個人成績 | 国内大会個人成績 | 国内大会個人成績 | 国内大会個人成績 |
| 年度             | クラブ           | 背番号           | リーグ           | リーグ戦         | リーグ戦         | リーグ杯         | リーグ杯         | オープン杯       | オープン杯       | 期間通算         | 期間通算         |
| 年度             | クラブ           | 背番号           | リーグ           | 出場             | 得点             | 出場             | 得点             | 出場             | 得点             | 出場             | 得点             |
| 日本             | 日本             | 日本             | 日本             | リーグ戦         | リーグ戦         | リーグ杯         | リーグ杯         | 天皇杯           | 天皇杯           | 期間通算         | 期間通算         |
| ---------------- | ---------------- | ---------------- | ---------------- | ---------------- | ---------------- | ---------------- | ---------------- | ---------------- | ---------------- | ---------------- | ---------------- |
| 2008             | 清水             | 22               | J1               | 2                | 0                | 3                | 0                | 1                | 0                | 6                | 0                |
| 2009             | 清水             | 22               | J1               | 0                | 0                | 2                | 1                | 0                | 0                | 2                | 1                |
| 2010             | 清水             | 22               | J1               | 13               | 3                | 6                | 0                | 6                | 1                | 25               | 4                |
| 2011             | 清水             | 11               | J1               | 34               | 8                | 4                | 2                | 4                | 1                | 42               | 11               |
| 2012             | 清水             | 11               | J1               | 34               | 13               | 10               | 5                | 1                | 0                | 45               | 18               |
| ドイツ           | ドイツ           | ドイツ           | ドイツ           | リーグ戦         | リーグ戦         | リーグ杯         | リーグ杯         | DFBポカール      | DFBポカール      | 期間通算         | 期間通算         |
| 2012-13          | デュッセルドルフ | 39               | ブンデス1部      | 7                | 0                | -                | -                | -                | -                | 7                | 0                |
| 2013-14          | デュッセルドルフ | 39               | ブンデス2部      | 1                | 0                | -                | -                | 1                | 0                | 2                | 0                |
| 日本             | 日本             | 日本             | 日本             | リーグ戦         | リーグ戦         | リーグ杯         | リーグ杯         | 天皇杯           | 天皇杯           | 期間通算         | 期間通算         |
| 2013             | 清水             | 50               | J1               | 14               | 7                | -                | -                | 2                | 2                | 16               | 9                |
| 2014             | 清水             | 10               | J1               | 34               | 6                | 6                | 2                | 5                | 3                | 45               | 11               |
| 2015             | 清水             | 10               | J1               | 32               | 11               | 4                | 1                | 1                | 0                | 37               | 12               |
| 2016             | 清水             | 10               | J2               | 29               | 18               | -                | -                | 1                | 0                | 30               | 18               |
| 2017             | 大宮             | 10               | J1               | 25               | 2                | 3                | 0                | 1                | 0                | 29               | 2                |
| 2018             | 大宮             | 10               | J2               | 41               | 24               | -                | -                | 1                | 0                | 42               | 24               |
| 2019             | 大宮             | 10               | J2               | 31               | 5                | -                | -                | 2                | 1                | 33               | 6                |
| 2020             | 群馬             | 50               | J2               | 35               | 8                | -                | -                | -                | -                | 35               | 8                |
| 2021             | 群馬             | 50               | J2               | 37               | 4                | -                | -                | 2                | 2                | 39               | 6                |
| 2022             | 京都             | 50               | J1               | 13               | 2                | 5                | 2                | 3                | 1                | 21               | 5                |
| 2023             | 南葛             | 88               | 関東1部          |                  |                  | -                | -                |                  |                  |                  |                  |
| 通算             | 日本             | 日本             | J1               | 201              | 52               | 43               | 13               | 24               | 8                | 268              | 73               |
| 通算             | 日本             | 日本             | J2               | 173              | 59               | -                | -                | 6                | 3                | 179              | 62               |
| 通算             | 日本             | 日本             | 関東1部          |                  |                  | -                | -                |                  |                  |                  |                  |
| 通算             | ドイツ           | ドイツ           | ブンデス1部      | 7                | 0                | -                | -                | -                | -                | 7                | 0                |
| 通算             | ドイツ           | ドイツ           | ブンデス2部      | 1                | 0                | -                | -                | 1                | 0                | 2                | 0                |
| 総通算           | 総通算           | 総通算           | 総通算           | 382              | 111              | 43               | 13               | 31               | 11               | 456              | 135              |

その他の公式戦
- 2018年
  - J1参入プレーオフ 1試合0得点
- 公式戦初出場 - 2008年5月25日 ナビスコカップ第4節 vsジュビロ磐田（日本平スタジアム）
- 公式戦初得点 - 2009年6月13日 ナビスコカップ第7節 vsFC東京（駒沢公園陸上競技場）
- Jリーグ初出場 - 2008年7月5日 J1第15節 vsコンサドーレ札幌（札幌厚別公園競技場）
- Jリーグ初得点 - 2010年3月6日 J1第1節 vsサンフレッチェ広島（広島ビッグアーチ）
- ブンデスリーガ初出場 - 2013年1月20日 第18節 vsFCアウクスブルク（エスプリ・アレーナ）

## タイトル

### 個人
- J2リーグ・得点王：1回（2018年）
- J2リーグ・月間MVP：1回（2018年6月）

## 代表歴
- U-19日本代表（2008年）
  - カタールU-19国際親善トーナメント
- 日本高校選抜
  - 第68回ベリンツォーナ国際ユース大会(4試合フル出場、6得点でトップタイ)